# برادي كوين
برادي كوين (بالإنجليزية: Brady Quinn)‏ هو لاعب كرة قدم أمريكية أمريكي، ولد في 27 أكتوبر 1984 في دبلن في الولايات المتحدة.

## وصلات خارجية
- برادي كوين على موقع مرجع كرة القدم المحترفة.كوم (الإنجليزية)
- برادي كوين على موقع IMDb (الإنجليزية)
- برادي كوين على موقع إن إن دي بي (الإنجليزية)